# Afrephialtes cicatricosus
Afrephialtes cicatricosus är en stekelart som först beskrevs av Julius Theodor Christian Ratzeburg 1848.  Afrephialtes cicatricosus ingår i släktet Afrephialtes och familjen brokparasitsteklar. Inga underarter finns listade i Catalogue of Life.